# فيليب كويرفو
فيليب كويرفو (بالفرنسية: Philippe Cuervo)‏ هو لاعب كرة قدم فرنسي في مركز الدفاع، ولد في 13 أغسطس 1969 في ريس أورنجيس في فرنسا. لعب مع ستاد لافالوا وسويندون تاون ونادي النجم الأحمر ونادي سانت إتيان ونادي سوشو ونادي كريتيل.

## وصلات خارجية
- فيليب كويرفو على موقع قاعدة بيانات كرة القدم.إي يو (الإنجليزية)
- فيليب كويرفو على موقع Soccerway.com (الإنجليزية)
- فيليب كويرفو على موقع عالم كرة القدم.نت (الإنجليزية)
- فيليب كويرفو على موقع GSA (الإنجليزية)